# Asuka Tateishi
Asuka Tateishi (立石 飛鳥 Tateishi Asuka?, nacido el 9 de junio de 1983 en Makurazaki, Kagoshima) es un exfutbolista japonés. Jugaba de defensa y su último club fue el V-Varen Nagasaki de Japón.

## Trayectoria

### Clubes
| Club             | País  | Año         |
| ---------------- | ----- | ----------- |
| Avispa Fukuoka   | Japón | 2002 - 2005 |
| Thespa Kusatsu   | Japón | 2003        |
| Sagan Tosu       | Japón | 2005 - 2006 |
| V-Varen Nagasaki | Japón | 2006 - 2009 |